# Abadía de Santo Tomás de Brno
La abadía de Santo Tomás es un monasterio de los agustinos (OSA.), situado en Brno, en la República Checa. Allí vivió y trabajó el genetista y abad Gregor Mendel, que entre 1856 y 1863 llevó a cabo, en las huertas de la abadía, sus famosos experimentos con guisantes, que le llevaron a proponer lo que después se conocieron como leyes de la herencia de Mendel. Es la única abadía agustiniana en el mundo. Alberga un museo dedicado a Mendel. La iglesia está dedicada a la Asunción de la Virgen María.

## Historia
Los agustinos llegaron a Brno en 1346, consiguiendo el patrocinio de Juan Enrique de Luxemburgo (Jan Jindřich Lucemburský), margrave de Moravia para la construcción del claustro primitivo en 1352, que se encuentra en lo que hoy es la plaza de Moravia. En 1653 la comunidad se trasladó a la ubicación actual. En la década de 1650, la noble local Sybil Polyxen Františka fundó una escuela musical en el monasterio, dando comienzo una larga y significativa tradición que se mantiene hasta la actualidad. El compositor checo Pavel Křížkovský fue agustino en el monasterio y profesor de música litúrgica entre 1848 y 1872. Desde 1865 tuvo una colaboración musical permanente con el joven compositor laico Leoš Janáček, que había llegado de su casa en Hukvaldy y había comenzado como niño del coro en el monasterio.
En la década de 1780, el emperador José II obligó a los frailes a mudarse, ya que le gustaban los edificios bien ubicados y representativos. Éstos se entregaron a la oficina del gobernador y la iglesia se convirtió en una iglesia parroquial normal. Los frailes se mudaron a Staré Brno, en las afueras, donde se hicieron cargo del convento cisterciense y la iglesia, que habían sido suprimidos.

## Galería

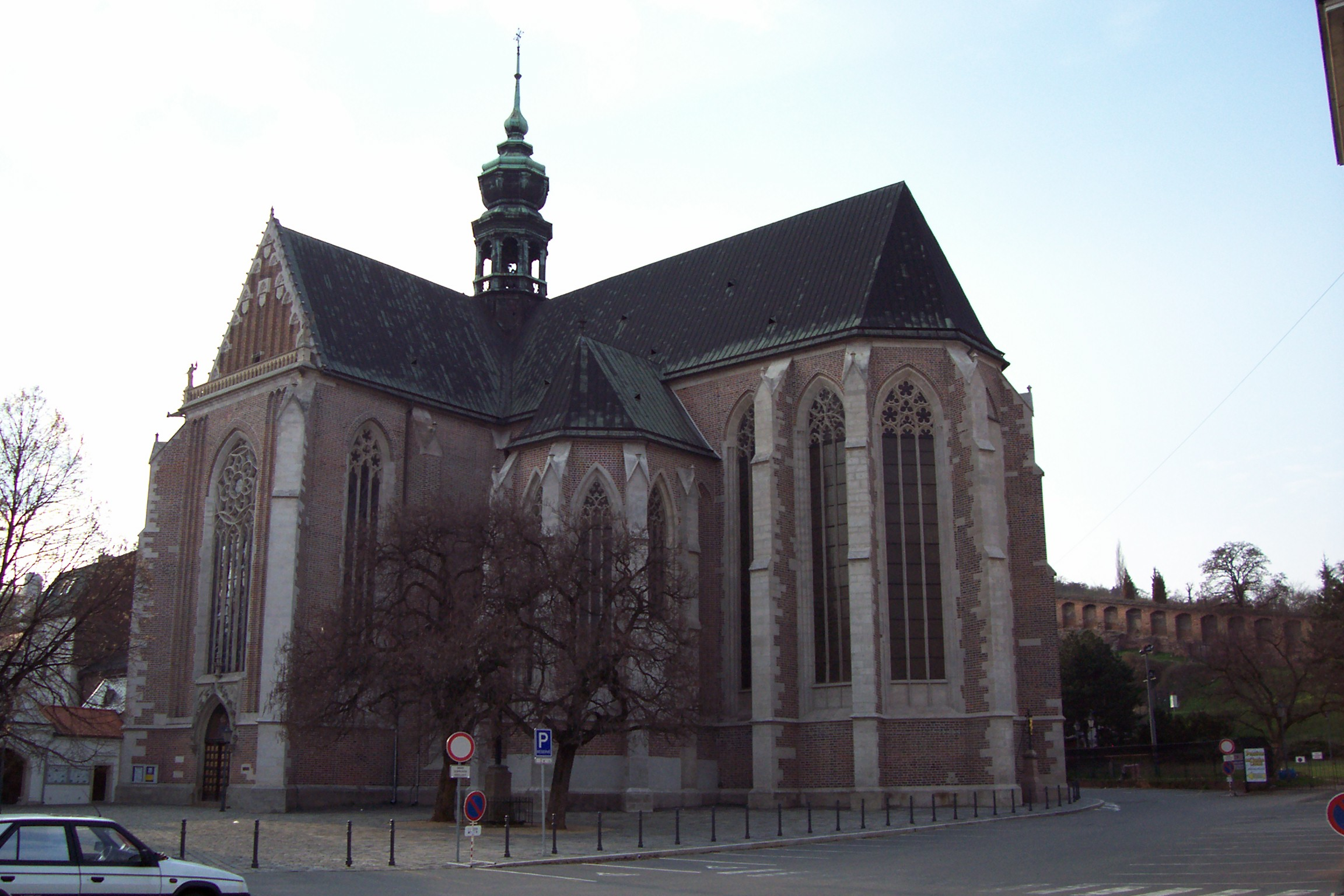
Iglesia abacial de la Asunción.
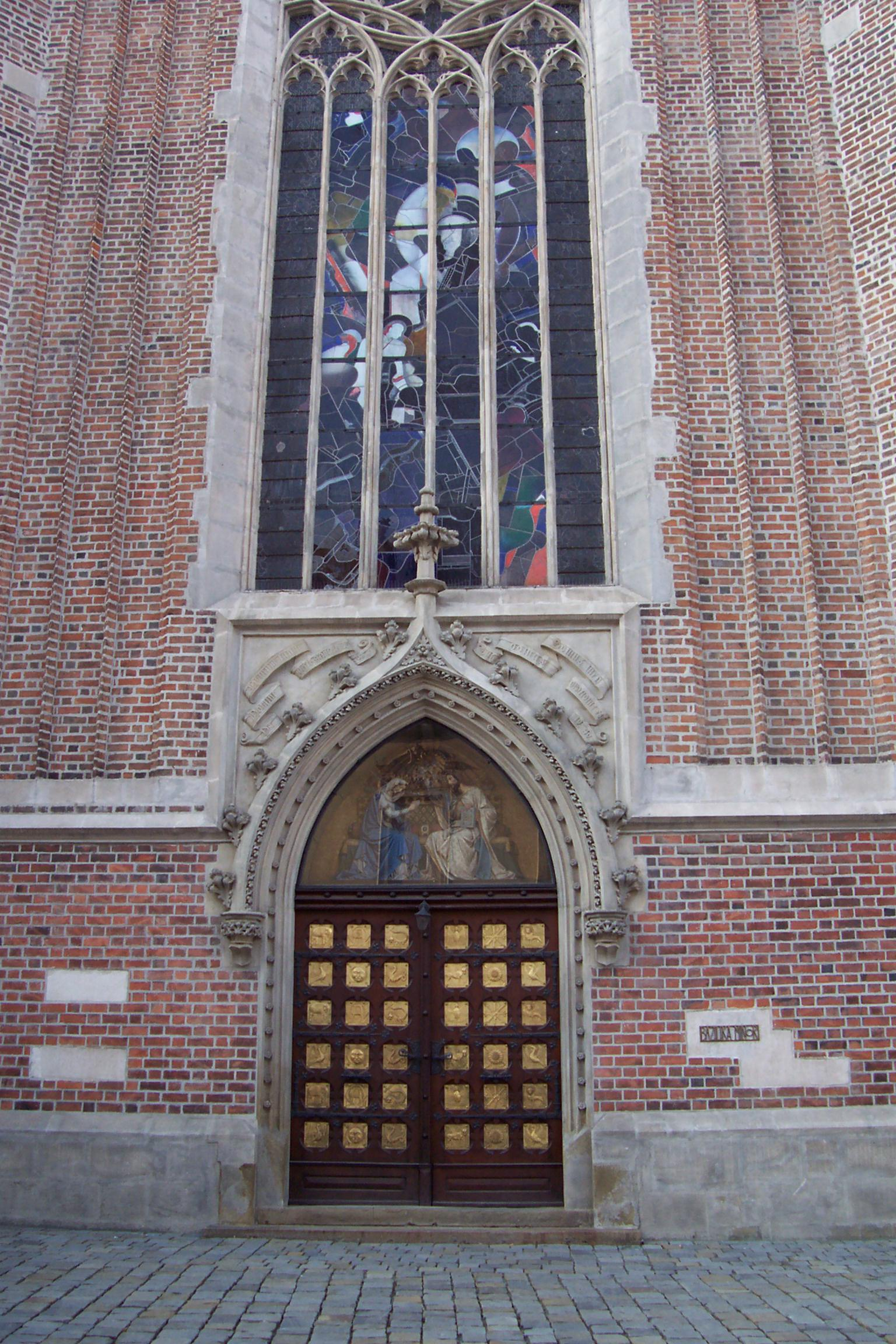
Entrada sur a la iglesia.
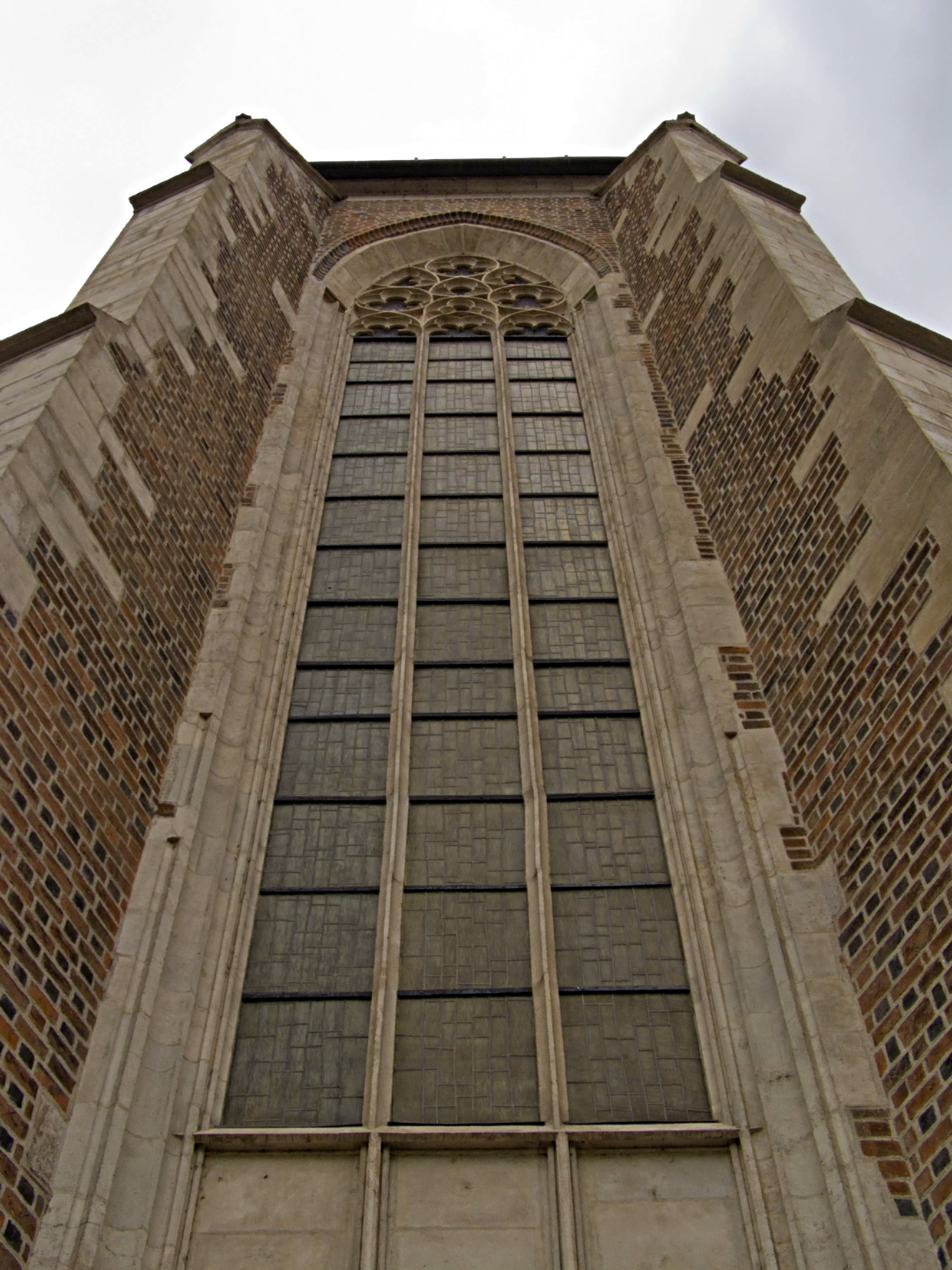
Ventanal en el ábside.
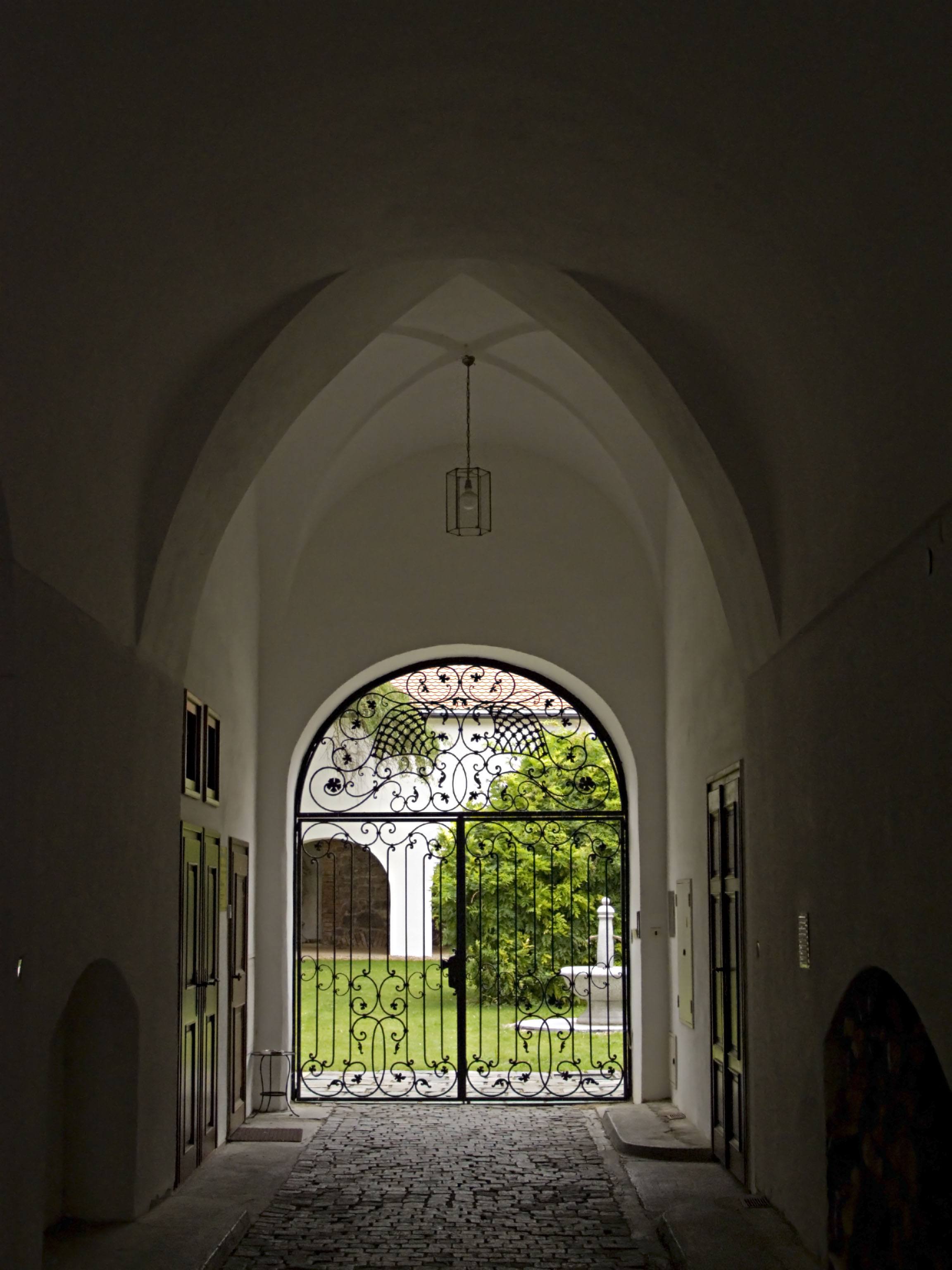
Dependencias interiores.
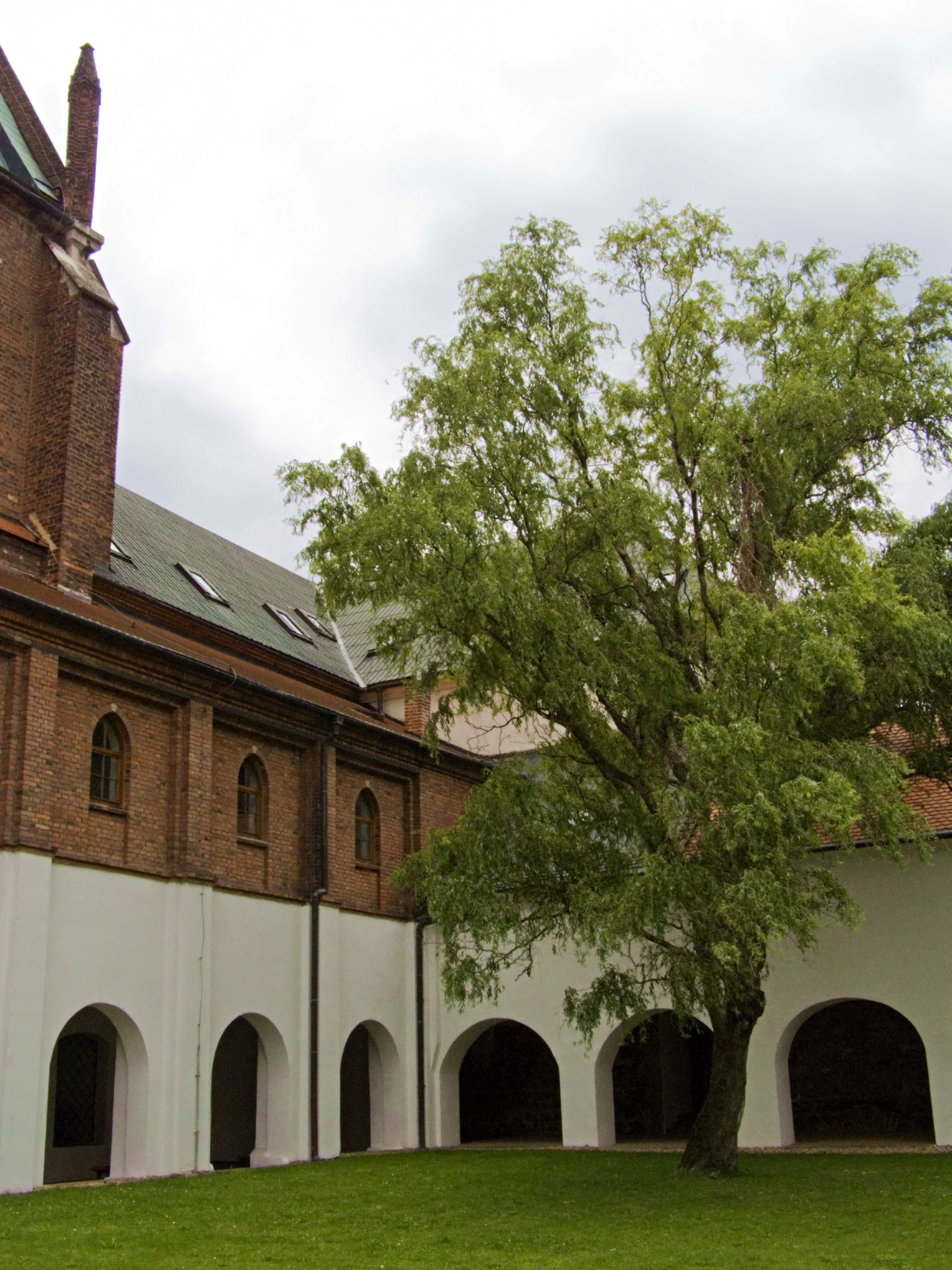
Claustro.